# 스테이시 드라길라
스테이시 르네이 드라길라(Stacy Reneé Dragila, 1971년 3월 25일 ~ )는 전 미국의 여성 장대높이뛰기 선수이다.

## 생애 및 경력
캘리포니아주 오번에서 태어났으며, 코치 데이브 닐슨 아레 2000년 시드니 올림픽에서 금메달을 획득하였다. 그녀의 성취들은 또나 2회의 세계 육상 선수권 대회 우승(1999, 2001), 1997년 세계 실내 선수권 우승, 다수의 세계 기록 설립, 2회의 제시 오언스상 수상(2000, 2001)을 포함한다. 드라길라의 장대높이뛰기 최고 마크는 2004년 오스트라바에서 세운 4.83m이다.
2009년 세계 육상 선수권 대회에 나갈 수 있던 드라길라는 4.25m를 넘었으며, 결승전 진출에 실패하였다. 그녀는 여자 장대높이뛰기 초창기에 으뜸가는 선수들 중의 하나였다.
현재 샌디에이고에 거주하면서 앨티어스 육상 클럽의 창설자이다.